# I rytmens virvlar
I rytmens virvlar (engelska: Music in My Heart) är en amerikansk musikalfilm från 1940 i regi av Joseph Santley. I huvudrollerna ses Tony Martin och Rita Hayworth. Detta var Hayworths första musikal för filmstudion. Filmen nominerades till en Oscar för sången, "It's a Blue World", framförd av Martin och Andre Kostelanetz och hans orkester.

## Rollista i urval
- Tony Martin - Robert Gregory
- Rita Hayworth - Patricia O'Malley
- Edith Fellows - Mary
- Alan Mowbray - Charles Gardner
- Eric Blore - Griggs
- George Tobias - Sascha
- Joseph Crehan - Mark C. Gilman
- George Humbert - Luigi
- Joey Ray - Miller
- Don Brodie - Taxichaufför
- Julieta Novis - Leading Lady
- Eddie Kane - Blake
- Phil Tead - Marshall
- Marten Lamont - Barrett
- Andre Kostelanetz och hans orkester